# Oedipovalgus oedipus
Oedipovalgus oedipus är en skalbaggsart som beskrevs av Gerstaecker 1882. Oedipovalgus oedipus ingår i släktet Oedipovalgus och familjen Cetoniidae. Inga underarter finns listade i Catalogue of Life.